# Guarda Veneta
Guarda Veneta (Varda Vèneta in veneto) è un comune italiano di 1 097 abitanti della provincia di Rovigo in Veneto, situato a sud del capoluogo.

## Storia
Si presume che la villa "Gardilliana" (o anche Guardiana), che è citata nel testamento del marchese Almerico del 938, sia il nucleo originario degli abitati oggi conosciuti come Guarda Veneta e Guarda Ferrarese, quest'ultima ora frazione di Riva del Po (e già di Ro), territorio interessato dal canal Boi (o Toi) che li divideva sulle due sponde.
Il toponimo deriva dalla parola germanica Warda che significa "luogo elevato", in quanto il territorio si trovava in posizione più elevata rispetto alle zone circostanti; non è però chiaro se l'origine sia longobarda o addirittura ostrogota.
È invece certo che, in seguito alla rotta di Ficarolo del 1152, molti lavoratori giunsero nella zona per arginare il nuovo corso del Po, portando con sé le loro famiglie che, fermandosi poi qui, andarono ad incrementare la popolazione dei due abitati; si parla di "Guardazzola" o "Guarda minore" sulla riva sinistra e, di "Guarda" sulla riva destra, sviluppatasi attorno alla chiesetta di Santa Maria in valle Vitilla. Il collegamento tra i due, prima possibile per le ridotte dimensioni del Toi, con l'inalveamento del Po diventò pericoloso per la violenza delle acque, così che la mancanza di un traghetto limitò pesantemente i contatti tra i loro abitanti. L'impossibilità da parte dei fedeli di recarsi sull'altra sponda per assistere alle funzioni religiose esortò la popolazione che abitava la sponda sinistra alla costruzione di un oratorio dedicato a Santa Felizeta.
Entrambi gli abitati erano posti sotto la podesteria di Orcano (l'attuale frazione Raccano di Polesella), che faceva parte della contea di Rovigo la quale era di fatto governata dagli Estensi; l'ufficialità del dominio venne sancita nel 1221 e, a parte alcune brevi parentesi (nel 1190-1194 sotto Verona, nel 1213, nel 1309 e nel 1352 sotto Padova), la Guarda rimase estense fino alla Guerra del Sale tra il Ducato di Ferrara e la Repubblica di Venezia.
La pace di Bagnolo del 1484, che pose fine alla guerra, sancì il passaggio del territorio di Rovigo sotto i veneziani; il confine in questa zona fu posto sul Po, separando per sempre i due abitati, che da allora sono conosciuti come Guarda Veneta e Guarda Ferrarese.
All'inizio del 1509, durante la guerra della Lega di Cambrai, Guarda Veneta tornò temporaneamente sotto gli estensi, ma a novembre i veneziani l'avevano già riconquistata e intendevano usare il Po come base per la conquista della stessa Ferrara; ma il 22 dicembre di quell'anno il Giaron, un isolotto che oggi fa parte del territorio comunale presso la località dei Quarti, fu teatro di quella che è diventata famosa come la battaglia di Polesella: l'artiglieria ferrarese riuscì nell'impresa di bloccare la flotta veneziana e i confini tra i due stati tornarono ad essere quelli stabiliti nel 1484.
Nel XVI secolo, grazie anche alle opere di bonifica operate dalla Serenissima in Polesine, molte famiglie di nobili veneziani costruirono le loro ville in questa zona di confine, tra questi si ricordano i Bianchi, i Bonarelli, i Donà, i Fiaschi, i Morosini, i Vendramin e i Venier.
L'espansione di Guarda Veneta in questo periodo è testimoniata anche dalla fondazione della chiesa parrocchiale nei primi anni del Cinquecento, ampliata già nel 1580.
Il paese seguì le vicissitudini del Polesine di Rovigo: col trattato di Campoformio del 1797 Guarda Veneta passò sotto l'Austria, salvo poi entrare a far parte nel 1802 del dipartimento del Basso Po sotto la Repubblica Italiana napoleonica, trasformata poi in Regno d'Italia.
Nel 1815, in seguito al Congresso di Vienna, entrò nel Regno Lombardo-Veneto asburgico e infine, nel 1866, fu annessa all'Italia dopo la terza guerra di indipendenza.
La disastrosa alluvione del 1951 ha toccato profondamente Guarda Veneta, sia a causa della fortissima emigrazione seguita all'evento e non ancora arrestata, sia per i lavori di arginatura del Po del 1957 che hanno ridotto sensibilmente la parte rivierasca dell'abitato e ne hanno sconvolto il panorama.

## Monumenti e luoghi d'interesse

### Architetture religiose

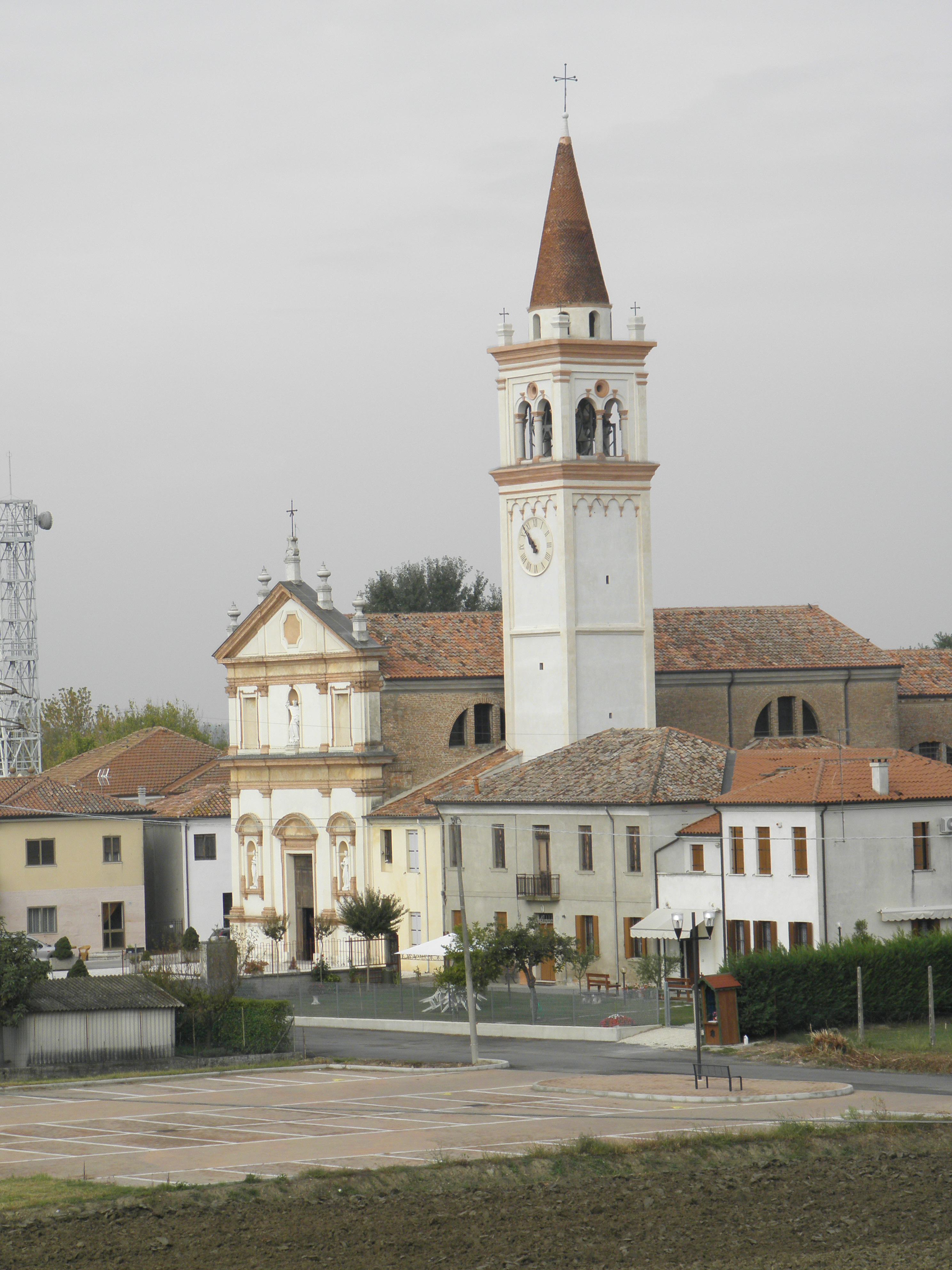
La parrocchiale di San Domenico.

- Chiesa di san Domenico: l'edificio religioso, dedicato a San Domenico, risale al XVII secolo ed è situato a ridosso dell'argine sinistro del Po. Al suo interno presenta, sul soffitto della navata, affreschi rappresentanti le virtù cardinali e teologali attribuiti alla scuola del Canaletto[5]
- Oratorio della Madonna della Salute: piccolo oratorio sito fuori dell'abitato, sulla strada che collega il centro al vicino Pontecchio Polesine

## Società

### Evoluzione demografica
Dall'anno 1951 la popolazione residente è diminuita del 50 % .
Abitanti censiti

## Amministrazione
| Periodo | Periodo   | Primo cittadino | Partito                        | Carica  | Note |
| ------- | --------- | --------------- | ------------------------------ | ------- | ---- |
| 1995    | 1999      | Erminio Colo'   | Partito Popolare Italiano      | Sindaco |      |
| 1999    | 2004      | Erminio Colo'   | Lista Civica (Centro-sinistra) | Sindaco |      |
| 2004    | 2009      | Monica Rizzato  | Lista Civica (Centro-destra)   | Sindaco |      |
| 2009    | 2014      | Gianluca Braga  | Lista Civica                   | Sindaco |      |
| 2014    | 2019      | Erminio Colò    | Lista Civica "La Rinascita"    | Sindaco |      |
| 2019    | in carica | Erminio Colò    | Lista Civica "La Rinascita"    | Sindaco |      |